# ربه‌کا کرسکاف
ربه‌کا کِرِسکاف (انگلیسی: Rebecca Creskoff؛ زادهٔ ۱ فوریهٔ ۱۹۷۱) یک هنرپیشه اهل ایالات متحده آمریکا است. وی از سال ۱۹۹۸ میلادی تاکنون مشغول فعالیت بوده است.
وی دانش‌آموختهٔ دانشگاه پنسیلوانیا و دانشگاه نیویورک است است و در رشته «هنرهای زیبا»، مدرک کارشناسی ارشد دارد.

## گزیدهٔ آثار

### تلویزیون
- آشنایی با مادر (۲۰۱۲)
- زیاد ذوق‌زده نشو (۲۰۱۱)
- مزخرفاتی که پدرم می‌گوید (۲۰۱۰)
- کدبانوهای وامانده (۲۰۱۰)
- هانا مونتانا (۲۰۰۹)
- ان‌سی‌آی‌اس (۲۰۰۹)
- نابودگر: ماجراهای سارا کانر (۲۰۰۸)
- مد من (۲۰۰۷)
- بال غربی (۲۰۰۰)
- قانون و نظم: واحد قربانیان ویژه (۱۹۹۹)
- قانون و نظم (۲۰۱۰–۱۹۹۸)